# 이화초등학교 (울산)
이화초등학교는 대한민국 울산광역시 북구에 있는 초등학교다.

## 학교 연혁
- 2005. 12. 30 이화초등학교 설립인가
- 2006. 03. 01 이화초등학교 개교(35학급 편성)
- 2008. 10. 09 과학교육 시범학교 운영 보고(시지정, 2차년도)
- 2008. 12. 24 학교종합평가 우수학교 선정
- 2010. 02. 17 교원능력개발평가 시범학교 운영 보고(시지정)
- 2011. 03. 01 제3대 신성개 교장 취임
- 2011. 03. 01 교육과학기술부 요청 울산광역시 지정 교육과정 정책연구학교 운영(2년)
- 2011. 12. 08 과학교육종합평가우수학교선정
- 2012. 02. 18 제6회 졸업(졸업생 총 971명)
- 2012. 03. 01 25학급 편성
- 2012. 12. 18 학교종합평가우수학교선정
- 2013. 02. 18 제7회 졸업(졸업생 총 1072명)
- 2013. 03. 01 26학급 편성
- 2013. 11. 22 교육기부활용 우수학교 선정
- 2013. 12. 16 교원행정업무경감 우수학교 선정
- 2014. 02. 21 제8회 졸업(졸업생 총 1,181명)
- 2014. 03. 01 26학급 편성
- 2014. 09. 01 제4대 허정석 교장 취임
- 2017  09. 01 제5대 전병택 교장 취임